# Bourg-sous-Châtelet
Bourg-sous-Châtelet är en kommun i departementet Territoire de Belfort i regionen Bourgogne-Franche-Comté i östra Frankrike. Kommunen ligger i kantonen Rougemont-le-Château som tillhör arrondissementet Belfort. År 2022 hade Bourg-sous-Châtelet 120 invånare.

## Befolkningsutveckling
Antalet invånare i kommunen Bourg-sous-Châtelet
| Referens: INSEE |